# Походження
Походження (англ. The Origin) – біографічний роман про життя видатного британського вченого, автора теорії еволюції Чарльза Дарвіна, написаний американським письменником Ірвінгом Стоуном. Вперше опублікований видавництвом Doubleday&Company у 1980 році. 

## Сюжет
Двадцятидворічний Чарльз Дарвін спілкується із батьком щодо свого майбутнього. Батько наполягає на кар’єрі лікаря, але Чарльз, який нещодавно закінчив коледж Христа у Кембріджі,  схильний до шляху священника. Батько погоджується але Чарльз має чекати щонайменше два роки, поки для нього з’явиться місце діакона.
Чарльз затятий натураліст, йому до вподоби дослідження навколишнього світу. Навчаючись у коледжі він здобув прихильність профессора Генслоу, який очолював кафедру ботаніки, та невдовзі за його рекомендацією призначається натуралістом до складу екіпажу корабля королівського флоту «Бігль». Під час п’ятирічної навколосвітньої подорожі «Бігль» пропливає Тихий та Атлантичний океани, а Дарвін збирає та досліджує зразки тварин, рослин, мінералів, які з пояснювальними нотатками відправляє у Лондон.
Його нотатки публікують та вони викликають неабиякий інтерес серед науковців. Чарльз повертається з подорожі з іменем у науковому світі.
За допомогою друзів він систематизує зібрану колекцію та починає працювати над виданням «Щоденника», в якому розповідає про відвідані країни та наводить геологічні теорії.
Він одружується на своїй кузині Еммі та заручається подальшою підтримкою батька.
Крім «Щоденника» публікуються й інші його книги: «Побудова та розподіл коралових рифів», «Геологічні спостереження за кораловими островами» та «Геологічні спостереження над Південною Америкою». За свої наукові праці Чарльз Дарвін нагороджується медаллю Королівського товариства.
Він узагальнює власні спостереження розвитку різних видів тварин та рослин під час подорожі. На думку Дарвіна, «всі найменш стійкі гинуть, а найбільш стійки виживають». Це узагальнення стало основою революційної теорії походження та розвитку видів. Проте він не поспішає з подальшю роботою над цією теорією, працюючи над іншими науковими проєктами.
Проте через вісімнадцять років він знайомиться із статтею молодого вченого Альфреда Воллеса, який під час власних досліджень дійшов майже до тих самих висновків щодо теорії еволюції розвитку.
Дарвін обговорює ситуацію з найближчими друзями: Чарльзом Лаєллем, Джозефом Гукером, Томасом Гакслі та Томасом Волластоном, які висловлюють йому свою підтримку та наполягають на необхідності видання книги.
Тим часом, вони публікують наукову статтю, в який розповідають про теорію еволюції, наводячи приклади з робот Дарвіна та Воллеса, при цьому зазначивши, що Дарвін опрацював цю теорію значно раніше. Воллес погоджується з першістю Дарвіна, а друзі Чарльза пропонують прискорити публікацію своєї роботи.
Після видання  окремою книгою «Походження видів шляхом природного добору», теорія Чарльза Дарвіна викликає бурхливі обговорення в суспільстві, хвилі критики серед науковців, майже категоричне неприйняття церквою.  Проте книга видавалась ще декілька разів із значними доповненнями та у все більшій кількості примірників. 
Згодом виходить його праця «Походження людини», яку він розглядав як продовження «Походження видів». Вона також викликає багато критики але при цьому вчені, незгодні з цією теорією, переважно не виказували свої заперечення публічно, висловивши їх особисто автору.
Дарвін, незважаючи на здоров’я, яке слабішає з кожним роком, продовжує свої натуралістичні дослідження. Об’єктами його уваги стають самозапилені рослини, земляні черві та одомашнені тварини. Останніми його роботами були дослідження коріння та хлорофілових зерен. 
Під час чергової прогулянки з ним трапляється серцевий напад та невдовзі він помирає.
Після смерті, незважаючи на бажання родини поховати його на сімейному кладовищі, Чарльза Дарвіна з урочистостями ховають у Вестмінстерському абатстві у присутності членів королівської родини, найвидатніших британських вчених та представників європейських наукових товариств, академій та університетів.

## Відгуки
Роман отримав в цілому схвальні відгуки. Як зазначено у публікації Los Angeles Times від 28.08.1989, Стоуна завжди «складні особистості (зокрема Чарльз Дарвін у «Походженні», 1980) та він підходив до них як детектив, шукаючи факти, які б допомогли зрозуміти їх життя».
На думку, викладену у виданні Science від 16.01.1981, у «Походженні» «Стоун пропагує створений історичний міф і робить це чудово, детально відтворюючи епоху Дарвіна!».